# Cis caffer
Cis caffer es una especie de coleóptero de la familia Ciidae.

## Distribución geográfica
Habita en Sudáfrica.